# Майнисберг
Майнисберг (нем. Meinisberg) — коммуна в Швейцарии, в кантоне Берн. 
До 2009 года входила в состав округа Бюрен, с 2010 года входит в округ Биль/Бьен. Население составляет 1232 человека (на 31 декабря 2006 года). Официальный код — 0390.

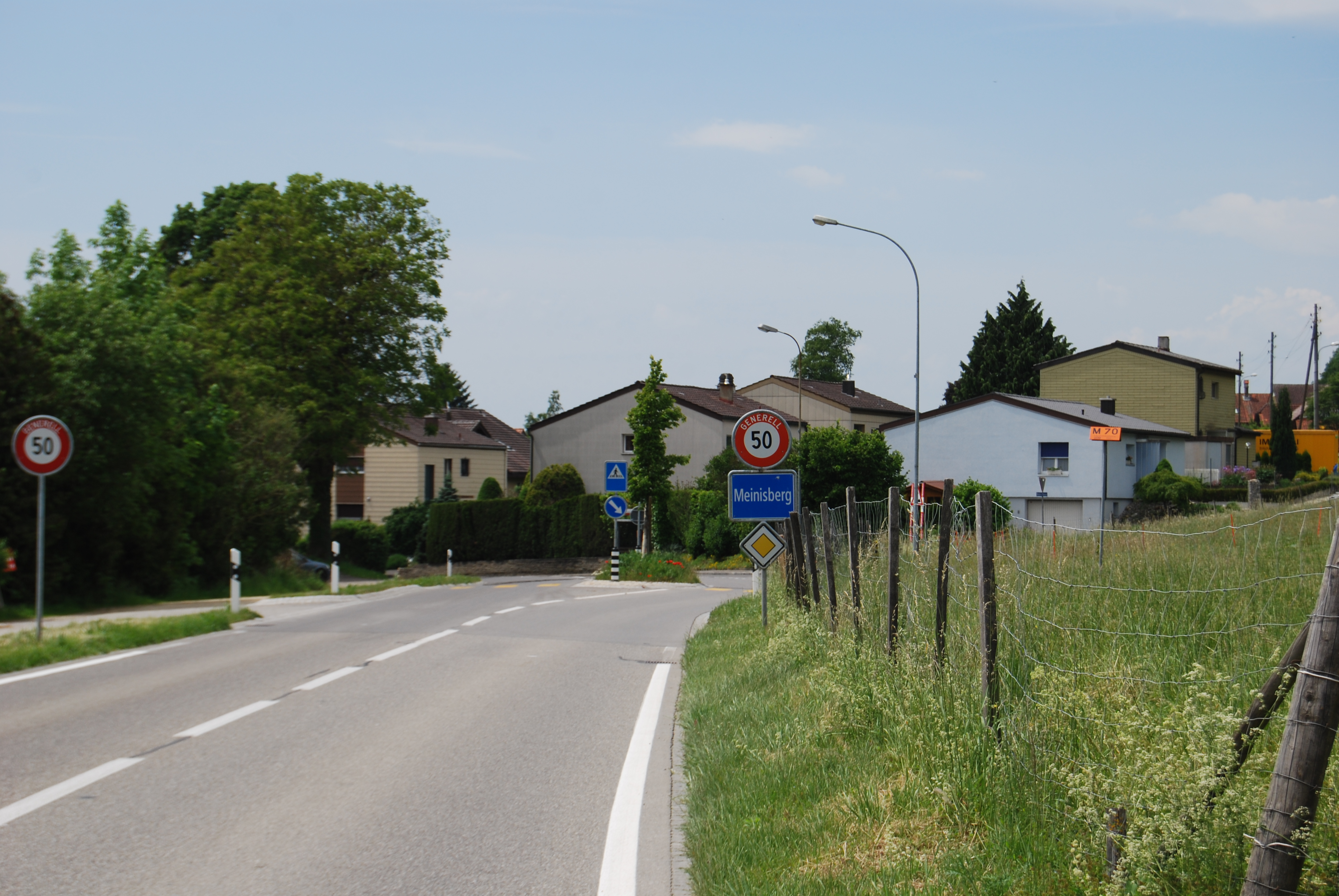
Майнисберг